# Castelo dos Ingleses (Brengues)
O Château des Anglais é um castelo do século XII em ruínas na comuna de Brengues, no departamento de Lot, na França. As ruínas são propriedade privada. Está classificado desde 1925 como monumento histórico pelo Ministério da Cultura da França.